# Fairdale (Pensilvania)
Fairdale es un lugar designado por el censo ubicado en el condado de Greene en el estado estadounidense de Pensilvania. En el año 2000 tenía una población de 1,955 habitantes y una densidad poblacional de 532 personas por km².

## Geografía
Fairdale se encuentra ubicado en las coordenadas 39°53′34″N 79°58′22″O / 39.89278, -79.97278.

## Demografía
Según la Oficina del Censo en 2000 los ingresos medios por hogar en la localidad eran de $24,833 y los ingresos medios por familia eran $34,750. Los hombres tenían unos ingresos medios de $41,193 frente a los $21,774 para las mujeres. La renta per cápita para la localidad era de $15,275. Alrededor del 23.5% de la población estaba por debajo del umbral de pobreza.